# Bataille de San Carlos
Guerre des Malouines
Batailles
- Invasion argentine
- Géorgie du Sud
- Occupation (en)
- Paraquet
- Black Buck
- ARA General Belgrano
- ARA Alferez Sobral
- HMS Sheffield
- Île Pebble
- Mikado
- Sutton
- San Carlos
- HMS Ardent
- Seal Cove
- HMS Antelope
- Atlantic Conveyor
- HMS Coventry
- Goose Green
- Mount Kent
- Top Malo House
- Gazelle XX377
- Bluff Cove
- Many Branch Point
- Mount Harriet
- Two Sisters
- HMS Glamorgan
- Mount Longdon (en)
- Wireless Ridge (en)
- Mount Tumbledown (en)
- Port Stanley
- Île Thulé

La bataille de San Carlos est l'une des principales bataille de la guerre des Malouines. Elle oppose, du 21 au 25 mai 1982 les bâtiments de la Royal Navy britannique aux avions de l'Armée de l'air argentine dans la baie de San Carlos (qui deviendra connue sous le nom de Bomb Alley),. Les avions argentins, volant à basse altitude, attaquent de manière répétée les bâtiments du corps expéditionnaire britannique.
Il s'agit de la première fois dans l'histoire militaire qu'une flotte de surface moderne, armée de missiles surface-air et disposant d'une couverture aérienne assurée par des STOVL basés sur des porte-avions, ait à faire face à une attaque aérienne de grande ampleur. Les Britanniques subissent de lourdes pertes matérielles et humaines, mais ils parviennent à établir une tête de pont et à débarquer des troupes.

## Contexte
Après l'invasion argentine des îles Malouines, le Royaume-Uni met en place l'opération Corporate envoyant un corps expéditionnaire à 12 000 km au sud de ses côtes fin de reprendre ces îles. Sous le nom de code opération Sutton, les forces britanniques planifient un débarquement amphibie autour de San Carlos, une petite baie située dans le détroit des Falkland, le détroit séparant Malouine orientale de Grande Malouine. Ce lieu est choisi car sa disposition permettait aux troupes de débarquement d'être protégées d'attaque de sous-marins et au missile Exocet, par ailleurs il était assez distant de Port Stanley pour empêcher aux troupes argentines stationnées sur place de lancer une contre-offensive rapide.
Le débarquement prend les Argentins par surprise ; les officiers de la Marine argentine considèrent alors que ce lieu n'est pas un bon choix pour mener une telle opération et avaient laissé la zone sans défense majeure.

### Aviation argentine
Les forces argentines doivent composer avec des contraintes en matières de rayon d'action et de charge, leurs possibilités de ravitaillement étant limitées et elles opéraient à proximité de leur rayon d'action maximal.
- A-4 Skyhawk : le A-4 est en service aussi bien dans la Force aérienne argentine (FAA) et dans l'Aviation navale argentine (COAN). Malgré leurs deux réservoirs conformes de 295 gallons (1 115 litres), ils nécessitaient deux ravitaillements aériens pendant leurs missions. Les armes emportées par ce type d'appareil pendant le conflit sont une bombe non guidée (Mk 17) de 1 000 livres (454 kg) de fabrication britannique ou quatre bombes Mark 82 de 227 kg de fabrication américano-espagnole à retardement. Ces avions étaient armées de deux Colt Mk 12 cannon de 20 mm ;
- IAI Dagger : cette copie du Mirage 5 de Dassault Aviation de fabrication israélienne ne possède pas de capacité de ravitaillement en vol et, même en emportant deux réservoirs conformes de 550 gallons, ces appareils étaient systématiquement proches de la limite de leur rayon d'action. Les armes emportées par ce type d'appareil pendant le conflit sont une bombe non guidée (Mk 17) de 1 000 livres (454 kg) de fabrication britannique. Ils conservent leurs canons DEFA de 30 mm ;
- Mirage IIIEA : l'intercepteur de fabrication française disposait d'un réservoir principal de moindre contenance que celui du Dagger, ils ne pouvaient donc pas voler suffisamment bas pour escorter les avions d'attaque. Ils emportent deux missiles air-air R550 Magic lors de leurs vols à haute altitude en direction des îles, mais les Sea Harrier des patrouilles aériennes de combat britanniques se concentrent sur les bombardiers volant à faible altitude ;
- FMA IA-58 Pucará : ces avions de contre-insurrection de fabrication argentine opèrent à partir de la piste de Goose Green pendant la bataille. Ces avions sont armés de nacelles lance-roquettes, de deux canons de 20 mm et de quatre mitrailleuses de 7,62 mm.

### Force amphibie britannique
La couverture aérienne britannique est assurée pour la première fois par des « porte-Harrier ». Ces petits porte-avions emportaient des Sea Harriers, avions subsoniques à décollage court, atterrissage vertical, dont le rayon d'action et la charge étaient inférieurs aux avions embarqués à bord de porte-avions traditionnels.
- Couverture aérienne :
  - Porte-avions HMS Hermes
    - 800 Squadron (BAe Sea Harrier)
    - 809 Squadron (BAe Sea Harrier)

  - Porte-avions HMS Invincible
    - 801 Squadron (BAe Sea Harrier)
    - 809 Squadron (BAe Sea Harrier)

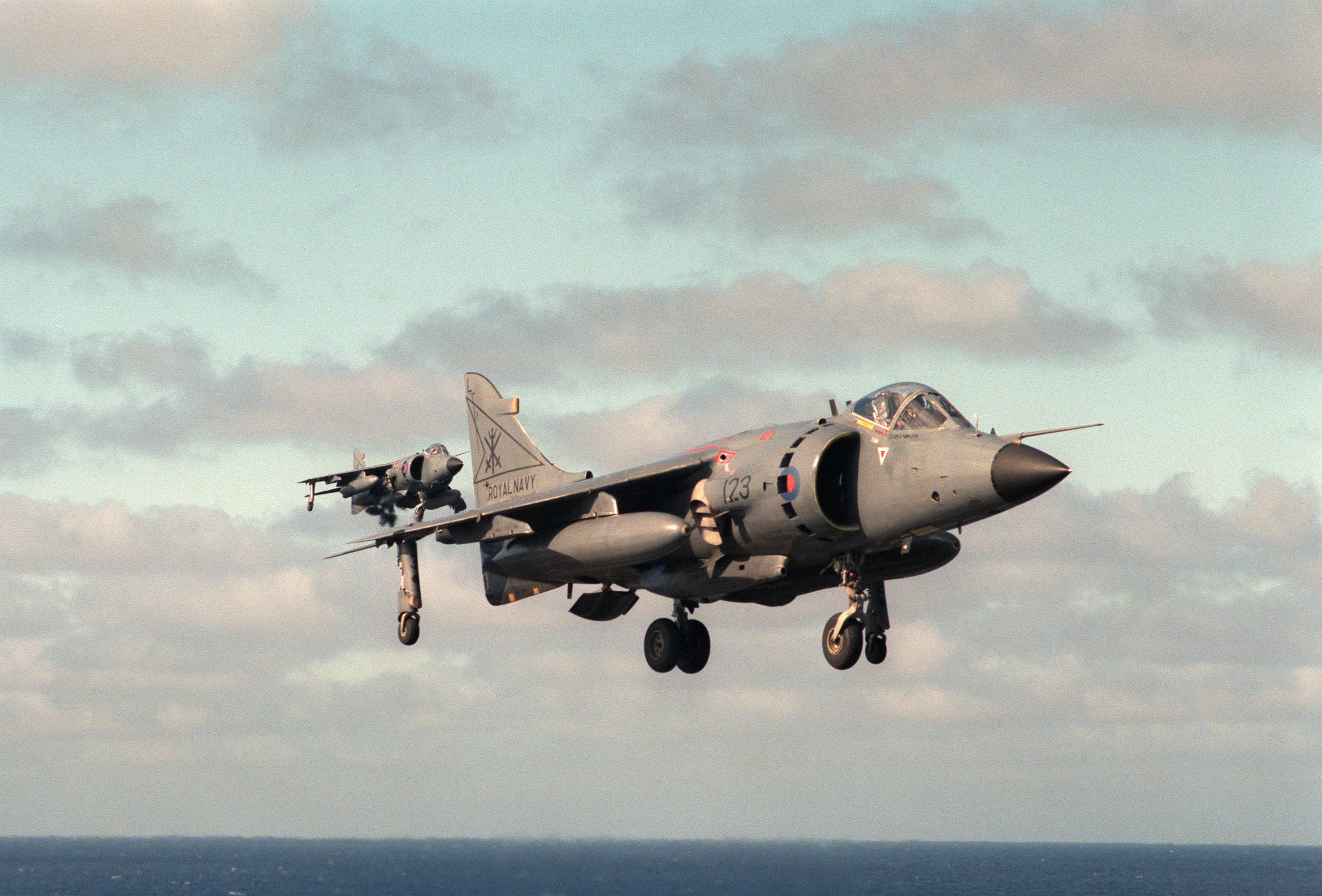
Sea Harrier FRS1 du 800 NAS, basé sur le HMS Hermes

- Force de débarquement : HMS Fearless, HMS Intrepid, RFA Sir Geraint (en), RFA Sir Tristram (en), RFA Sir Galahad (en), RFA Sir Percivale, RFA Sir Lancelot, SS Canberra, RFA Fort Austin (en), Europic Ferry 4 et Elk 5.
- Force d'escorte : HMS Antrim, HMS Coventry, HMS Broadsword, HMS Brilliant, HMS Ardent, HMS Antelope, HMS Argonaut, HMS Plymouth et HMS Yarmouth.

## Combats

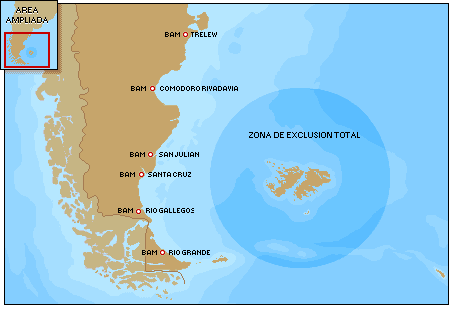
Bases aériennes argentines Distances à l'aéroport de Port Stanley : Trelew :, Comodoro Rivadavia :, Puerto San Julián :, Rio Gallegos : et Rio Grande :.
En raison de la distance séparant les bases des îles, la durée moyenne dont disposaient les avions d'attaque argentins sur la zone cible était de deux minutes.

Ci-après la liste des principales sorties menées par les unités des Forces aériennes argentines (heure locale, avions et indicatif) :

### 21 mai
Une section des Forces armées argentines se trouve sur place, le 25e régiment d'infanterie surnommé Équipe de combat Güemes (espagnol : Equipo de Combate Güemes) basé à Fanning Head. La flotte britannique entre dans la baie de San Carlos pendant la nuit et, à 2 h 50 du matin, elle est repérée par l’EC Güemes qui ouvre le feu avec des mortiers de 81 mm et deux canons sans recul Model 1968 (en) de 105 mm. Les Argentins sont rapidement pris sous le feu de l'artillerie de marine britannique et d'une équipe de 25 hommes du SBS et forcés à battre en retraite, ils perdent leurs moyens de communication mais parviennent à abattre deux hélicoptères Gazelle avec leurs armes légères, tuant trois membres d'équipage.
À 8 h 22, le premier lieutenant Carlos Daniel Esteban de l’EC Güemes informe la garnison de Goose Green que le débarquement avait débuté (il sera finalement évacué par hélicoptère le 26 mai). Le haut-commandement argentin à Port Stanley pense initialement qu'une opération de débarquement à San Carlos n'était pas réalisable et qu'il s'agissait juste d'une opération de diversion. Finalement, à 10 h 0, un chasseur Aermacchi MB-339 de la COAN basé sur les îles est envoyé en mission de reconnaissance au-dessus de San Carlos. Dans le même temps, les Forces armées argentines ordonnent le décollage de leurs avions depuis leurs bases sur le continent à 9 h 0.

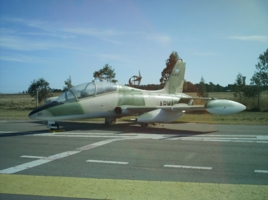
Un Aermacchi MB-339 de l'aviation navale

- 10 h 15 : COAN MB339 4-A-115. Le lieutenant Guillermo Owen Crippa survole la force de débarquement à deux reprises au cours d'un vol de reconnaissance afin de déterminer la composition exacte de la flotte, cet acte lui vaudra la plus haute distinction militaire du pays, la Croix de la Nation d'Argentine pour la valeur héroïque au combat (en). Il attaque le HMS Argonaut et un navire RFA non identifié avec ses canons et roquettes, avant de se retirer.
- 10 h 15 : FAA Pucará Tigre. Trois (des quatre) avions décollent de Goose Green et sont pris pour cible par les canons du HMS Ardent. Le capitaine Benítez est abattu par un missile Stinger tiré par un membre du Special Air Service ; il s'éjecte et parvient à regagner sa base, arrivant à 19 h 0. Les deux autres pilotes, le major Tomba et le premier lieutenant Micheloud tirent des 2.75 inch rockets sur un hangar apparemment utilisé par les forces britanniques comme poste d'observation, mais ils sont interceptés par deux Sea Harriers en retournant à leur base. Le major Tomba est abattu par le pilote britannique Nigel Ward (en), il parvient à s'éjecter[7], alors que le lieutenant Micheloud peut échapper à ses poursuivants et atterrit à l'aéroport de Port Stanley.
- 10 h 20 : FAA MIIIEA. Quatre avions partent pour faire diversion vers le nord de l'archipel.
- 10 h 25 : FAA Dagger Leon. Partis de San Julian, le capitaine Dimeglio et le lieutenant Castillo attaquent le HMS Antrim avec leurs canons de 30 mm. Leurs bombes de 1 000 livres (454 kg) touchent leurs objectifs mais n'explosent pas.
- 10 h 30 : FAA Dagger Ñandú. Partis de Río Grande, le capitaine Rodhe et le lieutenant Bean attaquent le HMS Argonaut, le lieutenant Bean est abattu par un Sea Wolf SAM du HMS Broadsword ; le HMS Broadsword est attaqué par le capitaine Janet.

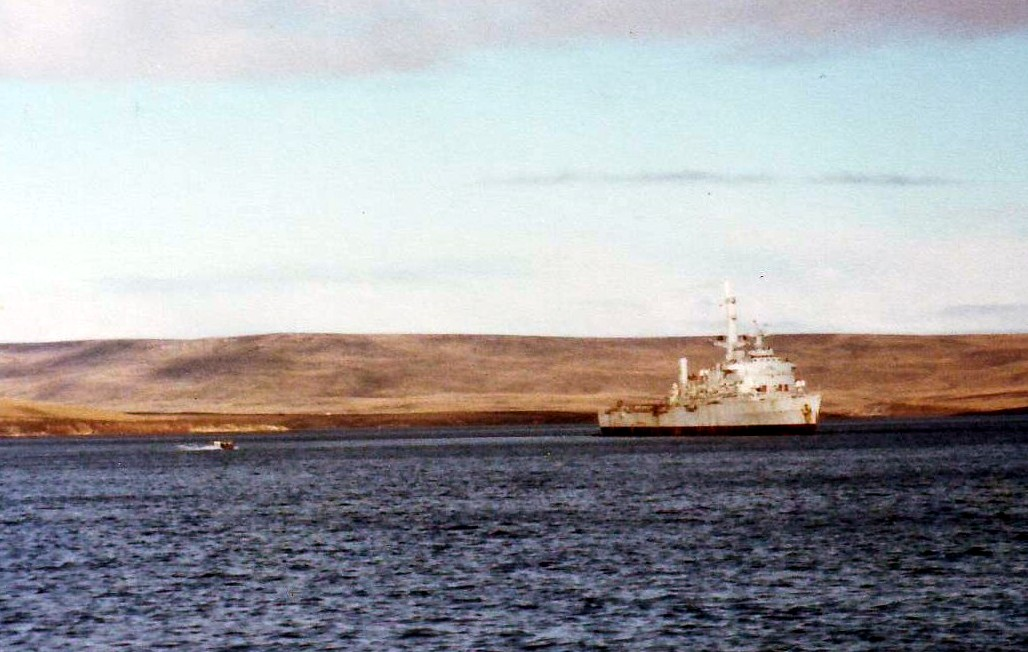
HMS Fearless à San Carlos

- 10 h 35 : FAA Dagger Zorro. Le capitaine Dellepine, le capitaine Diaz et le capitaine Aguirre-Faget bombardent et mitraillent le HMS Brilliant mais les bombes n'explosent pas.
- 10 h 50 : FAA Dagger Perro. Le major Martinez, le capitaine Moreno et le lieutenant Volponi attaquent le HMS Antrim. Leurs bombes de 1 000 livres (454 kg) n'explosent pas, mais l'une d'entre elles frappe la poupe du destroyer, ce dernier est également endommagé par le mitraillage au canon de 30 mm. Alors que les avions argentins repartaient, les Sea Harriers tirent des missiles air-air AIM-9 Sidewinder contre les Daggers, sans succès.
- 12 h 45 : FAA A-4C Pato. Le capitaine Almoño, le capitaine Garcia, le premier lieutenant Daniel Manzotti et le lieutenant Nestor Lopez sont interceptés par des Sea Harriers ; Manzotti et López sont abattus et tués par des Sidewinders.
- 12 h 45 : FAA A-4B Mula. Le capitaine Carballo (en) et l'enseigne Carmona attaquent un navire non identifié, probablement le cargo argentin abandonné Rio Carcaraña, avant de se retirer[8], Carballo continue seul et attaque le HMS Ardent le touchant avec deux bombes non guidées, mais aucune n'explose[9]
- 13 h 37 : FAA A-4B Leo. Le premier lieutenant Filippini, le lieutenant Autiero, le lieutenant Osses, le lieutenant Robledo et l'enseigne Vottero touchent le HMS Argonaut avec des bombes de 1 000 livres (454 kg) qui n'explosent pas, l'une d'entre elles atteint le magasin des missiles Sea Cat, entraînant la détonation de deux missiles, causant d'importants dégâts et tuants deux membres de l'équipage du HMS Argonaut.
- 14 h 30 : FAA MIIIEA. Deux avions décollent pour faire diversion.
- 14 h 35 : FAA Dagger Cueca. Le capitaine Mir Gonzales, le capitaine Robles, le premier lieutenant Luna et le lieutenant Bernhard sont interceptés par des Sea Harriers, le lieutenant Luna est touché par un Sidewinder mais il parvient à s'éjecter. Les trois autres pilotes attaquent le HMS Ardent et retournent à leur base.

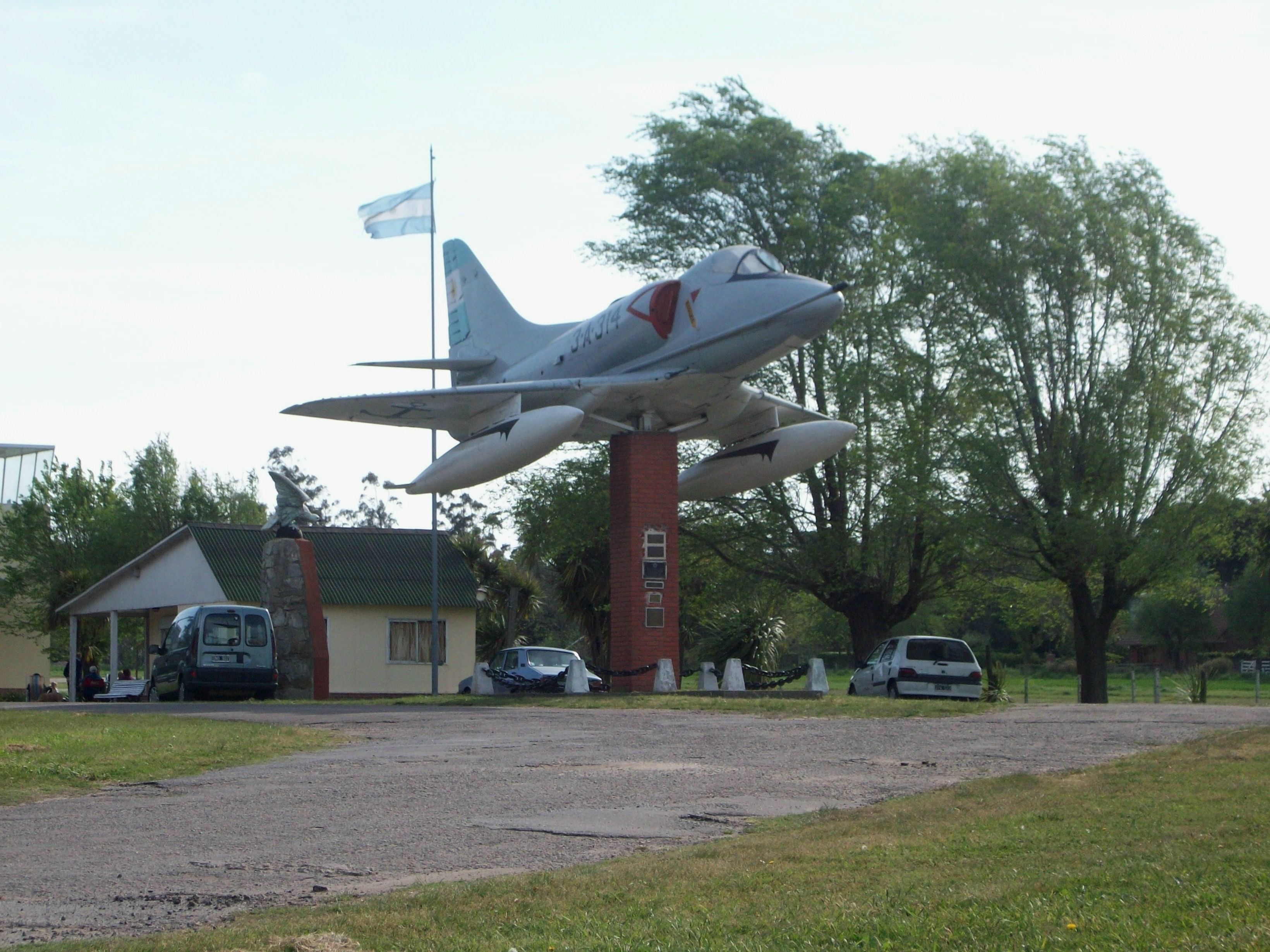
Avions à l'entrée au club d'aviation de Mar del Plata peint aux couleurs du 3-A-314, le dernier A-4Q à avoir attaqué le HMS Ardent

- 14 h 53 : FAA Dagger Laucha. Le major Puga et le premier lieutenant Román attaquent le HMS Brilliant. Un troisième pilote attaque un navire inconnu, probablement le HMS Antrim.
- 14 h 58 : FAA Dagger Raton. Le major Piuma, le capitaine Donadille et le premier lieutenant Senn sont interceptés par les Sea Harriers de Nigel Ward (en) et du lieutenant Thomas. Les Daggers abandonnent leur chargement − 2 réservoirs de carburant et une bombe de 1 000 livres (454 kg) - et tentent de s'échapper, mais les trois sont abattus par des missiles Sidewinders, tous les pilotes parviennent à s'éjecter. Après avoir récupéré ses pilotes, la FAA réalise que le corridor d'approche des Daggers basés à San Julian avait été découvert et la situation est corrigée.

- 15 h 15 : COAN A-4Q Tabanos. Le capitaine Philipi, le lieutenant Arca et le lieutenant Marquez touchent le HMS Ardent avec plusieurs bombes Mark 82 de 500 livres (227 kg) et avec leurs canons. Deux appareils argentins sont abattus par des Sea Harriers à leur retour, le lieutenant Marcelo Márquez est tué. Le capitaine Philippi parvient à s'éjecter et, après avoir été abrité pendant la nuit par Tony Blake, un fermier des environs[10], il rejoint les forces argentines. Le troisième A-4Q du lieutenant Arca est endommagé et le pilote tombe en mer à 800-1 000 mètres au large du cap Pembroke, Port Stanley. Arca est repêché par le Huey UH-1H du capitaine Jorge « Picho » Svendsen du 601 Helicopter Battalion britannique. Les deux hommes sont décorés de la médaille pour la valeur au combat (en).
- 17 h 2 : FAA A-4C : aucun bâtiment localisé ;
- 17 h 12 : FAA A-4B : aucun bâtiment localisé.

### 22 mai
Le mauvais temps au-dessus des bases aériennes de Patagonie empêche les Argentins de mener à bien la plupart des missions aériennes prévues ; seuls quelques Skyhawks parviennent à rallier les Malouines. À terre, les Britanniques terminent le déploiement de leurs batteries de missile sol-air Rapier.

### 23 mai
- 13 h 30 : FAA A-4B Nene. Quatre A-4B (le capitaine Carballo, le premier lieutenant Guadagnini, le lieutenant Rinke et l'enseigne Gomez) attaquent le HMS Broadsword et le HMS Antelope. L'avion de Carballo est endommagé par un missile Sea Cat, tiré depuis le HMS Antelope, alors qu'il s'apprêtait à mener son bombardement, il interrompt son attaque et rentre à Rio Gallegos. Un second avion argentin lâche une bombe de 1 000 livres (454 kg) sur le tribord du HMS Antelope, tuant le membre d'équipage Mark R. Stephens. Le lieutenant Guadagnini est touché et tué par un tir de canon de 20 mm Oerlikon du HMS Antelope, son appareil s'écrase sur la frégate ; ses bombes percent la coque sans exploser[11]. Après l'attaque, l'une de ses bombes détone alors qu'elle était désamorcée, entraînant la perte du navire.
- 13 h 45 : COAN A-4Q Tabanos. Le capitaine Castro Fox, le capitaine Zubizarreta et le lieutenant Benitez attaquent le HMS Broadsword, le HMS Yarmouth et le HMS Antelope sans résultat visible. Le capitaine Carlos María Zubizarreta est tué à Rio Grande lorsque son parachute ne s'ouvre pas complètement après qu'il s'est éjecté de son A-4Q en raison d'une explosion d'un pneu à l’atterrissage avec ses bombes toujours à bord. L'avion s'arrête seul, sans dégâts[12],[13]
- 15 h 10 : FAA Dagger Puñal. Le major Martinez et le lieutenant Volponi sont interceptés par des Sea Harriers, ces derniers abattent le second appareil alors que Martinez parvient à regagner sa base.
- 15 h 10 : FAA Dagger Daga. Atteint des cibles à l'intérieur d'Ajax Bay
- 15 h 10 : FAA Dagger Coral. Atteint des cibles à l'intérieur d'Ajax Bay

### 24 mai

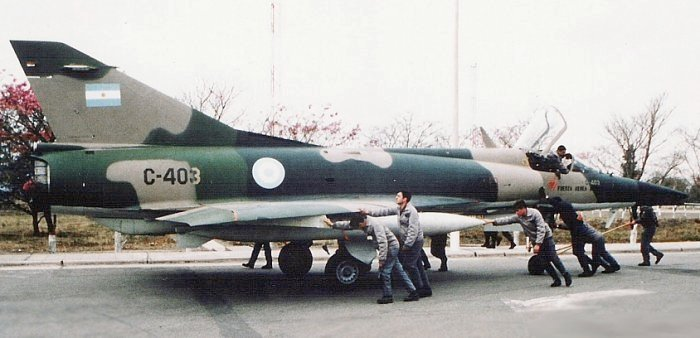
IAI Dagger

- 10 h 15 FAA A-4B Chispa et Nene. Cinq A-4B (le commandant Mariel, le premier lieutenant Sanchez, le lieutenant Roca, le lieutenant Cervera et l'enseigne Moroni) attaquent des navires à l'intérieur de la baie. Le RFA Sir Lancelot est atteint par une bombe de 1 000 livres (454 kg), qui n'explose pas. Deux LCU sont également pris pour cible.
- 11 h 2 FAA Dagger Azul. Le capitaine Mir Gonzalez, le capitaine Maffeis, le capitaine Robles et le lieutenant Bernhardt attaquent des navires non-identifiés, dont probablement le RFA Sir Bedivere, à l'intérieur de la baie.
- 11 h 7 FAA Dagger Plata. Le capitaine Dellepiane, le premier lieutenant Musso et le lieutenant Callejo touchent des cibles à terre avec des bombes à ailettes de 500 livres (227 kg).
- 11 h 8 FAA Dagger Oro. Le major Puga, le capitaine Diaz et le premier lieutenant Castillo sont interceptés et abattus par des Sea Harriers. Castillo est tué, les deux autres hommes parviennent à s'éjecter.
- 11 h 20 FAA A-4C Halcon. Le capitaine Pierini, le premier lieutenant Ureta et le lieutenant Mendez sont interceptés par des Sea Harriers mais parviennent à regagner leur base.
- 11 h 30 FAA A-4C Jaguar. Le premier lieutenant Vazquez, le lieutenant Bono et l'enseigne Martinez attaquent des navires non-identifiés, peut-être le RFA Sir Galahad, à l'intérieur de la baie. Les trois avions subissent des dégâts, l'avion de Bono s'écrase sur le voyage du retour. Les deux autres Skyhawks sont sauvés par un KC-130 tanker, qui s'approchait des îles pour livrer 30 000 litres de carburant tout en les accompagnant à l'aérodrome de San Julian.

Le 24 mai, les pilotes argentins sur le continent expriment ouvertement leurs préoccupations concernant le manque de collaboration entre les trois branches des forces armées et protestent avec une résistance passive. Le général Galtieri, président par intérim de l'Argentine, décide de se rendre à Comodoro Rivadavia le lendemain, 25 mai (le jour de la fête nationale de l'Argentine), pour essayer de les convaincre de continuer à combattre, mais lorsqu'il arrive au matin, les pilotes avaient changé d'avis et étaient déjà repartis à bord de leurs appareils en direction des îles

### 25 mai
- 9 h 0 FAA A-4B Marte. L'avion du capitaine Hugo Palaver est endommagé par un tir ami. Il survole, en compagnie du lieutenant Daniel Gálvez, au-dessus de Goose Green et mitraille la jetée, pensant qu'ils étaient au-dessus d'Ajax Bay[15]. La principale batterie anti-aérienne est identifiée par les combattants comme amie et n'est pas prise pour cible, mais les soldats britanniques au sol tirent sur les avions avec des armes légères[16]. Lorsqu'il retourne au-dessus du détroit, Palaver est abattu par un missile Sea Dart tiré du HMS Coventry.
- 12 h 25 FAA A-4C Toro. Le capitaine Garcia, le lieutenant Lucero (C-319)[17], le lieutenant Paredi et l'enseigne Issac attaquent des navires à l'intérieur de la baie, probablement le RFA Sir Lancelot ; après l'attaque Lucero est abattu par un missile Sea Cat tiré depuis le HMS Yarmouth. Il parvient à s'éjecter, au-dessus de la force de débarquement britannique[18], il est secouru et transféré à bord du navire-hôpital SS Uganda (en). Un autre Sea Dart, tiré depuis le HMS Coventry, abat Garcia, dont l'avion avait été endommagé par des tirs d'armes légères pendant l'attaque, au nord de San Carlos. Le capitaine Garcia s'éjecte, mais il ne peut être secouru et décède. L'avion de l'enseigne Isaac perdait du carburant, il est secouru par un KC-130, qui l'escorte jusqu'à sa base en le ravitaillant en vol.
- 15 h 20 FAA A-4B Vulcano. Le capitaine Carballo (en) et le lieutenant Carlos Rinke attaquent le HMS Broadsword[19], endommageant les systèmes de communication, les systèmes hydrauliques et électriques de la frégate[20] et brise le nez de l'hélicoptère Sea Lynx[21] ;
- 15 h 20 FAA A-4B Zeus. Le premier lieutenant Velasco et l'enseigne Barrionuevo coulent le destroyer HMS Coventry après avoir touché le bâtiment avec trois bombes de 500 livres (227 kg)[22],[23].

## Conséquences et développements ultérieurs
« I think the Argentine pilots are showing great bravery, it would be foolish of me to say anything else »
— John Nott, ministre de la Défense britannique

« Je pense que les pilotes argentins montrent une grande bravoure, il serait stupide de ma part de prétendre le contraire. »

Malgré un système de défense aérienne sophistiqué, les pilotes argentins parviennent à attaquer leurs cibles mais des échecs procéduraux flagrants les empêchent d'obtenir des meilleurs résultats et, en particulier, en ce qui concerne les détonateurs de leurs bombes. Treize bombes toucheront les bâtiments britanniques sans exploser. Lord Craig, Marshal of the Royal Air Force à la retraite, déclare : « Six better fuses and we would have lost » (en français : six meilleurs détonateurs et nous aurions perdu.
Les navires britanniques, concentrant sur eux la plupart des attaques, parviennent à détourner les avions argentins des navires de débarquement, qui parviennent à s'enfoncer dans la baie. Les troupes britanniques débarquées sur le sol des Malouines, une campagne terrestre est lancée. Elle s'achève avec la reddition du général argentin Mario Menéndez (en) au Major General britannique Jeremy Moore (en) le 14 juin à Port Stanley.
Les Harrier, armés avec les versions les plus modernes du missile air-air Sidewinder, se révèlent supérieurs aux chasseurs argentins dans les airs.
Les combats de San Carlos auront un profond impact sur la tactique navale. Pendant les années 1980, la plupart des navires de guerre des marines dans le monde seront équipés de systèmes d'arme rapprochés et de canons défensifs. Les premiers rapports quant au nombre d'appareils argentins abattus pas les missiles britanniques seront par la suite révisés à la baisse.

### Sources et bibliographie
- (en) Commodore Ruben Oscar Moro, La Guerra Inaudita : historia del conflicto del Atlántico Sur, Buenos Aires, Edivérn, 2000 (ISBN 987-96007-3-8)
- (en) Commodore Pablo Marcos Carballo, Dios Y Los Halcones, Buenos Aires, édition Rex, 1999 (ISBN 987-96336-1-X)